# افسانه بانو اوک
افسانه بانو اوک (به ‏کره‌ای: 옥씨부인전؛ انگلیسی: The Tale of Lady Ok) یک مجموعه تلویزیونی محصول کره جنوبی با بازی لیم جی یون، چو یونگ وو، یون‌وو و کیم جه وون است. این مجموعه از ۳۰ نوامبر ۲۰۲۴، روزهای شنبه و یکشنبه ساعت ۲۲:۳۰ (کی‌اس‌تی) از جی‌تی‌بی‌سی پخش شد.

## خلاصه داستان
افسانه بانو اوک در دوران چوسان واقع شده است و داستان موفقیت زنی برده در چوسان را روایت می‌کند که نام، وضعیت و شوهر او جعلی است. اوک ته یونگ برده‌ایست که کارشناس حقوقی می‌شود. او در هر شرایطی از کمک به مردم دریغ نمی‌کند. با این حال او رازی دارد، که این راز جعلی بودن نام، وضعیت و شوهر او است.

## بازیگران

### اصلی
- لیم جی یون در نقش اوک ته یونگ[۱]
- چو یونگ وو در نقش چون سونگ هی[۱]
- یون‌وو در نقش چا می ریونگ[۲]
- کیم جه وون در نقش سونگ دو گیوم[۲]